# يو أرا
يو أرا (بالكورية: 한국어)‏ ولدت في 26 سبتمبر 1992 في بيونجتايك، كوريا الجنوبية. هي مغنية وممثلة كورية جنوبية.

## روابط خارجية
- يو أرا على موقع ميوزك برينز (الإنجليزية)
- يو أرا على موقع ديسكوغز (الإنجليزية)